# Девід Девіс
Девід Девіс  (англ. David Davies, 3 березня 1985) — британський плавець, олімпійський медаліст.

## Виступи на Олімпіадах
| Олімпіада  | Дисципліна                             | Місце |
| ---------- | -------------------------------------- | ----- |
| Афіни 2004 | плавання на 1500 метрів вільним стилем | 3     |
| Пекін 2008 | плавання на 1500 метрів вільним стилем | 6     |
| Пекін 2008 | плавання на 10 км у відкритій воді     | 2     |